# Ћехаја
Ћехаја је био назив за помоћника или замјеника османских војних и управних функционера, беглербегова. Босански везири и паше су имали своје ћехаје, које су предводиле војне експедиције против Црногораца.